# Azeta vampoa
Azeta vampoa là một loài bướm đêm trong họ Erebidae.